# Kriva reka
Kriva reka (bulgariska: Крива река) är ett distrikt i Bulgarien.   Det ligger i kommunen Obsjtina Nikola-Kozlevo och regionen Sjumen, i den nordöstra delen av landet, 300 km öster om huvudstaden Sofia.
Trakten runt Kriva reka består till största delen av jordbruksmark. Runt Kriva reka är det ganska tätbefolkat, med 52 invånare per kvadratkilometer.